# Calephorus
Calephorus es un género de saltamontes perteneciente a la subfamilia Acridinae de la familia Acrididae, y está asignado a la tribu Calephorini. Este género se distribuye en Europa, el norte de África, Madagascar e Indochina.

## Especies
Las siguientes especies pertenecen al género Calephorus:
- Calephorus compressicornis (Latreille, 1804) (Europa, norte de África)
- Calephorus ornatus (Walker, 1870) (Madagascar)
- Calephorus vitalisi Bolívar, 1914 (Indochina)